# Виноградов, Николай Сергеевич
Николай Сергеевич Виноградов (14 октября 1898 года, Кашира, Тульская губерния, Российская империя — после 1947 года, СССР) — советский военачальник, полковник (25.07.1937).

## Биография
Родился 14 октября 1898 года в городе Кашира, ныне в Московской области России. Русский.

## Военная служба

### Первая мировая война
В феврале 1917 года призван на военную службу и зачислен в 180-й запасной пехотный полк в Петрограде. Затем с маршевой ротой убыл на Северо-Западный фронт, где воевал в составе 454-го пехотного полка 114-й пехотной дивизии. По возвращении с фронта работал грузчиком в Гутуевском порту в Петрограде, с апреля 1918 года — в газетном бюро в городе Саратов.

### Гражданская война
15 декабря 1918 года добровольно вступил в РККА, служил в 7-м запасном батальоне в городе Самара, затем в караульном батальоне в городе Пенза. В мае 1919 года был направлен на Пензенские пулеметные курсы. В составе курсантского отряда участвовал в подавлении мятежа Ф. К. Миронова на Южном фронте, затем в боях с войсками генералов К. К. Мамонтова и А. И. Деникина (под Курском, Малоярославцем и Орлом). По возвращении с фронта Виноградов был командирован на пулеметные курсы Туркестанского фронта, а оттуда переведен в Высшую объединённую военную школу в город Киев. Член РКП(б) с 1919 года.

### Межвоенные годы
В октябре 1922 года окончил школу и был назначен помощником командира роты в 1-й стрелковый полк ККА в городе Батум. С марта 1923 года по март 1924 года учился в Егорьевской теоретической школе Красного Воздушного флота, затем в 3-й военной школе летчиков ВВС. По завершении учёбы в июле 1925 года назначен старшим летчиком в 44-й корпусной авиаотряд ВВС ККА в город Тифлис.
В феврале 1927 года переведен в ЛВО на должность старшего летчика 41-го корпусного авиаотряда. С марта служил инструктором-летчиком в Ленинградской военной школе летчиков-наблюдателей. В октябре 1928 года переведен в 3-ю военную школу летчиков и летчиков-наблюдателей ПриВО в город Оренбург, где исполнял должности инструктора-летчика, командира звена и отряда. В марте 1930 года командиром отряда принимал участие в подавлении антисоветского восстания в Казахстане в районе ст. Чалкар.
С октября 1932 года командовал эскадрильей в 9-й военной школе летчиков и летнабов в городе Харьков. С января 1935 года по февраль 1936 года проходил подготовку в Липецкой высшей летно-тактической школе ВВС РККА, затем был назначен командиром и комиссаром 60-й скоростной бомбардировочной авиаэскадрильи 51-й авиабригады ВВС ОКДВА.
С апреля 1937 года майор Виноградов занимал должность командира и комиссара 2-й учебной эскадрильи Армии особого назначения ОКДВА. С июля 1938 года состоял в запасе РККА. После восстановления в армии 23 декабря 1939 года назначен инспектором по технике пилотирования 163-го резервного авиаполка ВВС МВО. В конце ноября 1940 года переведен на должность командира 209-го скоростного бомбардировочного авиаполка 12-й авиадивизии ВВС ЗапОВО.

### Великая Отечественная война
С началом Великой Отечественной войны 209-й ближнебомбардировочный авиаполк принимал участие в приграничном сражении на Западном фронте. С 11 июля полковник Виноградов занимал должность помощника начальника, с 21 сентября — начальника Ярославской военной авиашколы стрелков-бомбардиров. С октября командовал 606-м штурмовым авиаполком на Западном фронте, участвовал в битве под Москвой.
29 июня 1942 года полковник Виноградов назначен заместителем командира 231-й штурмовой авиадивизии. Её части в составе 2-го штурмового авиакорпуса 1-й воздушной армии поддерживали войска Западного фронта, действовавшие на юхновском, гжатском и ржевском направлениях. С октября 1942 года по 17 февраля 1943 года временно исполнял должность командира этой дивизии. С прибытием назначенного командира дивизии Виноградов вновь вступил в исполнение прямых своих обязанностей заместителя.
В апреле 1943 года назначается заместителем командира 307-й штурмовой авиадивизии 3-го штурмового авиакорпуса. Воевал с ней на Брянском, 1-м и 2-м Прибалтийских фронтах. Участвовал в Курской битве, Брянской и Городокской наступательных операциях.
В феврале 1944 года полковник Виноградов был назначен командиром 199-й штурмовой авиадивизии в составе 4-го штурмового авиакорпуса. До августа 1944 года её части вели боевые действия на 1-м Белорусском фронте, участвуя в Белорусской наступательной операции. В ходе её с 24 июня по 1 августа 1944 года дивизия совершила 1200 боевых самолёто-вылетов, в которых нанесла большой ущерб врагу. В Бобруйской наступательной операции её части поддерживали 9-й танковый корпус. За умелые и эффективные боевые действия при освобождении города Слоним ей было присвоено наименование «Слонимская», и она была награждена орденом Красного Знамени. В начале августа 1944 года дивизия была подчинена 2-му Белорусскому фронту и участвовала в боях за город и крепость Осовец и в наступлении в направлении Ломжа, отличилась при занятии важного узла шоссейных дорог — города Замбров. В этот период её части поддерживали войска 3-й армии. С января 1945 года её части участвовали в боях при прорыве обороны противника на макувпултусском плацдарме, в Восточно-Прусской, Млавско-Эльбингской, Восточно-Померанской и Берлинской наступательных операциях, в разгроме немецких войск в районе Гдыни, Данцига, Штеттина, обеспечивали боевые действия 3-го кавалерийского корпуса на стыке 1-го и 2-го Белорусских фронтов.
В период с декабря 1941 года по май 1945 года Виноградов лично совершил 28 боевых вылетов на штурмовку войск и объектов противника.
За время войны комдив Виноградов был 17 раз персонально упомянут в благодарственных в приказах Верховного Главнокомандующего.

### Послевоенное время
С июня 1945 года занимал должность заместителя командира 65-й штурмовой авиадивизии. В октябре был переведен на ту же должность в 10-ю гвардейскую штурмовую авиадивизию, с 15 декабря 1945 года временно командовал этой дивизией.
21 июня 1946 года полковник Виноградов уволен в запас.

## Награды
- орден Ленина (21.02.1945)[4]
- три ордена Красного Знамени (07.11.1941[5], 30.09.1944[5], 03.11.1944[4])
- орден Кутузова II степени (23.07.1944)[6]
- ордена Отечественной войны I степени (01.09.1943)[7]

медали в том числе:
- - «За оборону Москвы»
  - «За победу над Германией в Великой Отечественной войне 1941—1945 гг.»
  - «За взятие Кёнигсберга»

Приказы (благодарности) Верховного Главнокомандующего в которых отмечен Н. С. Виноградов.
- За форсирование реки Шара на участке протяжением и овладение городом Слоним — крупным узлом коммуникаций и мощным опорным пунктом обороны немцев на реке Шара, а также городом Лунинец — важным железнодорожным узлом Полесья. 10 июля 1944 года № 134.
- За овладение областным центром Белоруссии городом и крепостью Брест (Брест-Литовск) — оперативно важным железнодорожным узлом и мощным укрепленным районом обороны немцев на варшавском направлении. 28 июля 1944 года № 157.
- За овладение штурмом городом Пшасныш (Прасныш), городом и крепостью Модлин (Новогеоргиевск) — важными узлами коммуникаций и опорными пунктами обороны немцев. 18 января 1945 года. № 226.
- За овладение штурмом городами Млава и Дзялдово (Зольдау) — важными узлами коммуникаций и опорными пунктами обороны немцев на подступах к южной границе Восточной Пруссии и городом Плоньск — крупным узлом коммуникаций и опорным пунктом обороны немцев на правом берегу Вислы. 19 января 1945 года. № 232.
- За овладение городами Восточной Пруссии Остероде и Дейч-Эйлау — важными узлами коммуникаций и сильными опорными пунктами обороны немцев. 22 января 1945 года. № 244.
- За овладение городами Хойнице (Конитц) и Тухоля (Тухель) — крупными узлами коммуникаций и сильными опорными пунктами обороны немцев в западной части Польши. 15 февраля 1945 года. № 280.
- За овладение городом Черск — важным узлом коммуникаций и сильным опорным пунктом обороны немцев в северо-западной части Польши. 21 февраля 1945 года. № 283.
- За овладение городами Нойштеттин и Прехлау — важными узлами коммуникаций и сильными опорными пунктами обороны немцев в Померании. 28 февраля 1945 года. № 286.
- За овладение городами Руммельсбург и Поллнов — важными узлами коммуникаций и сильными опорными пунктами обороны немцев в Померании. 3 марта 1945 года. № 287.
- За выход на побережье Балтийского моря и овладение городом Кёзлин — важным узлом коммуникаций и мощным опорным пунктом обороны немцев на путях из Данцига в Штеттин. 4 марта 1945 года. № 289.
- За овладение городами Бытув (Бютов) и Косьцежина (Берент) — важными узлами железных и шоссейных дорог и сильными опорными пунктами обороны немцев на путях к Данцигу. 8 марта 1945 года. № 296.
- За овладение штурмом городом Гдыня — важной военно-морской базой и крупным портом на Балтийском море. 28 марта 1945 года. № 313.
- За форсирование восточного и западного Одера южнее Штеттина, прорыв сильно укрепленную оборону немцев на западном берегу Одера и овладение главным городом Померании и крупным морским портом Штеттин, а также занятие городов Гартц, Пенкун, Казеков, Шведт. 26 апреля 1945 года. № 344.
- За овладение городами и важными узлами дорог Анклам, Фридланд, Нойбранденбург, Лихен и вступили на территорию провинции Мекленбург. 29 апреля 1945 года. № 351.
- За овладение городами Штральзунд, Гриммен, Деммин, Мальхин, Варен, Везенберг — важными узлами дорог и сильными опорными пунктами обороны немцев. 1 мая 1945 года. № 354.
- За овладение городом Свинемюнде — крупным портом и военно-морской базой немцев на Балтийском море. 5 мая 1945 года. № 362.
- За форсирование пролива Штральзундерфарвассер, захват на острове Рюген городов Берген, Гарц, Путбус, Засснитц и полное овладение островом Рюген. 6 мая 1945 года. № 363.